# Нурматов, Ходжикабар
 Ходжиакбар Нурматов (узб. Khodzhiakbar Nurmatov) — узбекский актёр, Народный артист Узбекистана (1999).

## Биография
Ходжиакбар Нурматов родился в Ташкенте в 25 Ноябрь 1944 году.После окончания средней школы, поступил в Ташкентский государственный театрально-художественный институт им. Островского, который окончил в 1968 году. С 1966—2007 года актёром труппы Узбекского государственного академического театра драмы им. Хамзы. Ходжиакбар Нурматов скончался 03 Март 2007 года в Ташкенте.

## Фильмография

### Актёр
- 1968 — Парень и девушка
- 1984 — Огненные дороги — писатель
- 1987 — Горечь падения
- 1987 — Уполномочен революцией —Мугимов
- 1989 — Кодекс молчания — Назраткулов
- 1989 — Шок
- 1989 — Вождь на одну смену — Дани Исмаилович
- 1990 — Под маской «Черной кошки»
- 1990 — Продавец снов — отец Карима
- 1991 — Абдулладжан, или Посвящается Стивену Спилбергу
- 1991 — Полуночный блюз
- 1992 — Тайна папоротников — майор
- 1992 — Ангел в огне
- 1992 — Бессовестный — Талиб Каримович
- 1992 — Маклер
- 1993 — Красный поезд — Аним
- 1998 — Единственная память
- 1998 — Маленький лекарь
- 1999 — Феллини
- 2002 — Синедиктум
- 2002 — Мальчики в небе — Алишер-ака
- 2002 — Синедиктум
- 2004 — Мальчики в небе-2 — Алишер-ака
- 2004 — Близнецы — Мухитдинов
- 2006 — Небо близко
- 2006 — Ходжа Насреддин: Игра начинается — бармен

### Сериал
- 1998 — Шайтанат — Махмуд Салиев

майор милиции
- 2005—2006 — И целого мира мало

#### Озвучивание фильмов
- Иван Васильевич меняет профессию— инженер-изобретатель Шурик (Александр Сергеевич Тимофеев)
- Бобби
- Король Лир
- Даллас
- Махабхарата
- Служебный роман — Анатолий Ефремович Новосельцев, старший статистик.
- Узник замка Иф — Эдмон Дантес в зрелости, он же граф Монте-Кристо
- Путешествия пана Кляксы
- Полёт навигатора Билл Фримэн, отец Дэвида
- Ты — мне, я — тебе — Иван Сергеевич Кашкин / Сергей Сергеевич Кашки
- Сказка о влюбленном художнике
- Старики-разбойники — Фёдор Фёдорович Федяев прокурор, начальник Мячиков.

## Награды
- Заслуженный артист Узбекской ССР (1989).
- Народный артист Узбекистана (1999).